# Sébastien Hamel
Sébastien Hamel (født 20. november 1975 i Arpajon, Frankrig) er en fransk tidligere fodboldspiller (målmand).
Fischer spillede hele sin karriere i hjemlandet, og repræsenterede blandt andet Le Havre, Lorient og Auxerre. Hos Lorient var han i 2002 med til at vinde pokalturneringen Coupe de France efter finalesejr over Bastia.

## Titler
Coupe de France
- 2002 med Lorient